# Навчальні заклади Тернополя
Навчальні заклади міста Тернополя — нині обласного центру України.

## Колишні

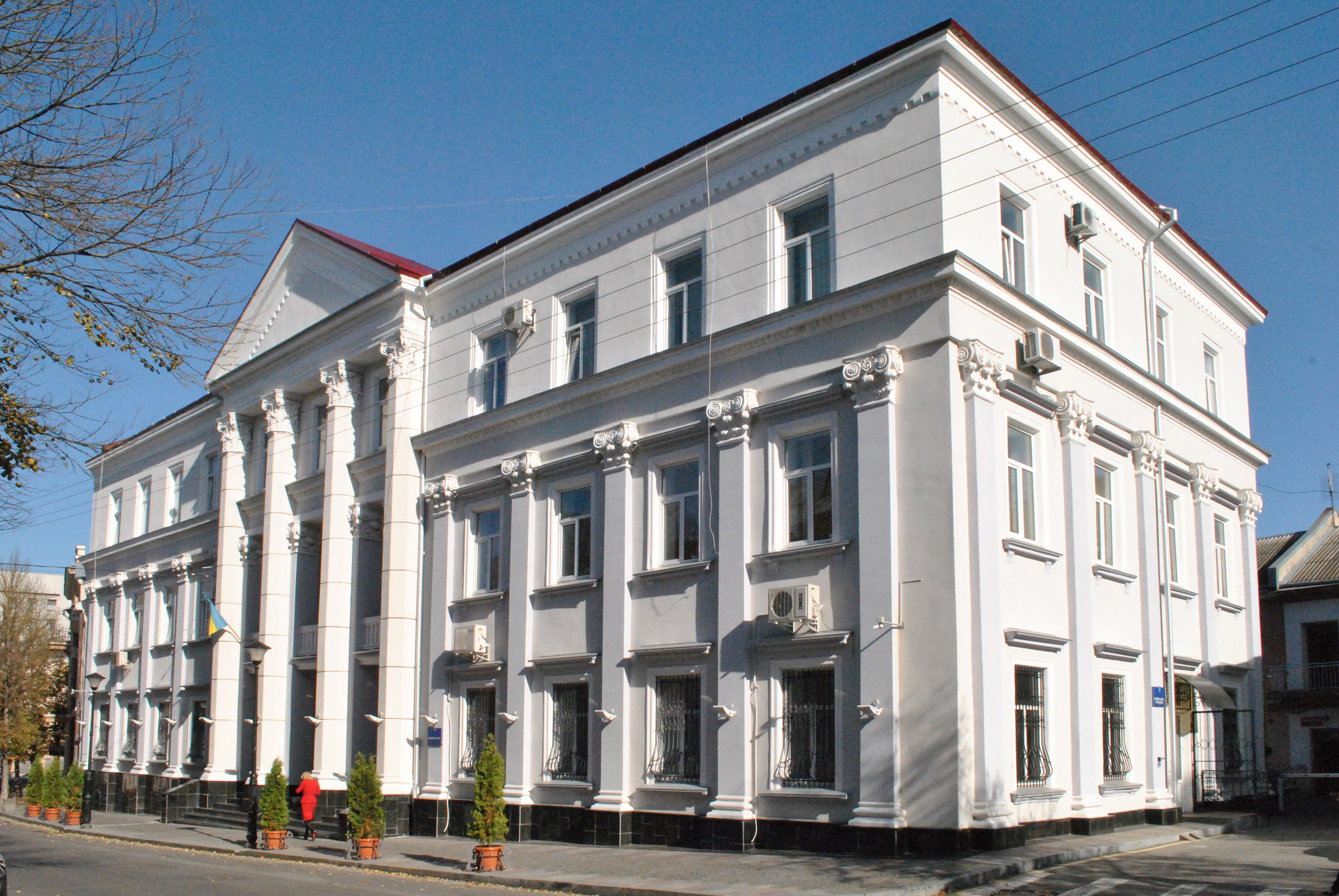
Жіночий ліцей

- Вищий жіночий науковий інститут (1898—1905, діяв на вул. Стрілецькій Нижчій, нині Січових Стрільців)[1]
- Державний педагогічний ліцей
- Жіноча виділова школа[2]
- Жіноча гімназія імені маршалка Пілсудського[3]
- Жіночий інститут імені княгині Ярославни[4]
- Колегіум єзуїтів[5][6] (закритий 1920 року[7])
- Ліцей при монастирі йосифіток (діяв у будівлі на сучасній вулиці Листопадовій, 4)
- Парафіяльна школа при церкві Різдва Христового
- Приватна жіноча учительська семінарія Громадського комітету в Тернополі
- Приватна музична школа Товариства прихильників музики[8]
- Приватна учительська жіноча семінарія Товариства народної школи в Тернополі (діяла, зокрема, в 1937 році[9])
- Тернопільська вища реальна школа[10] (заснована 1859[11])
- Тернопільська чоловіча учительська семінарія (1871—1939)
- Тернопільська торгово-промислова школа[12]
- Філія Музичного інституту імені Миколи Лисенка (Львів, нині національна музична академія імені Миколи Лисенка)
- Чоловіча виділова школа[2]
- Чотирикласна народна школа ім. Ю. Словацького (діяла у старому приміщенні вищої реальної школи на теперішній вулиці Валовій[13]).

### Гімназії

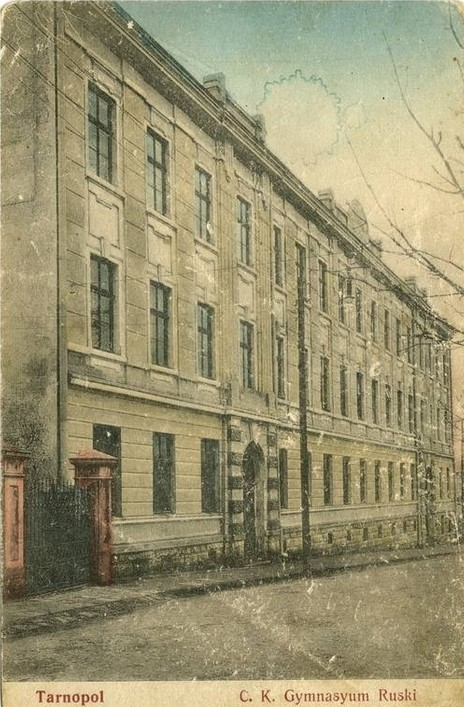
Українська гімназія

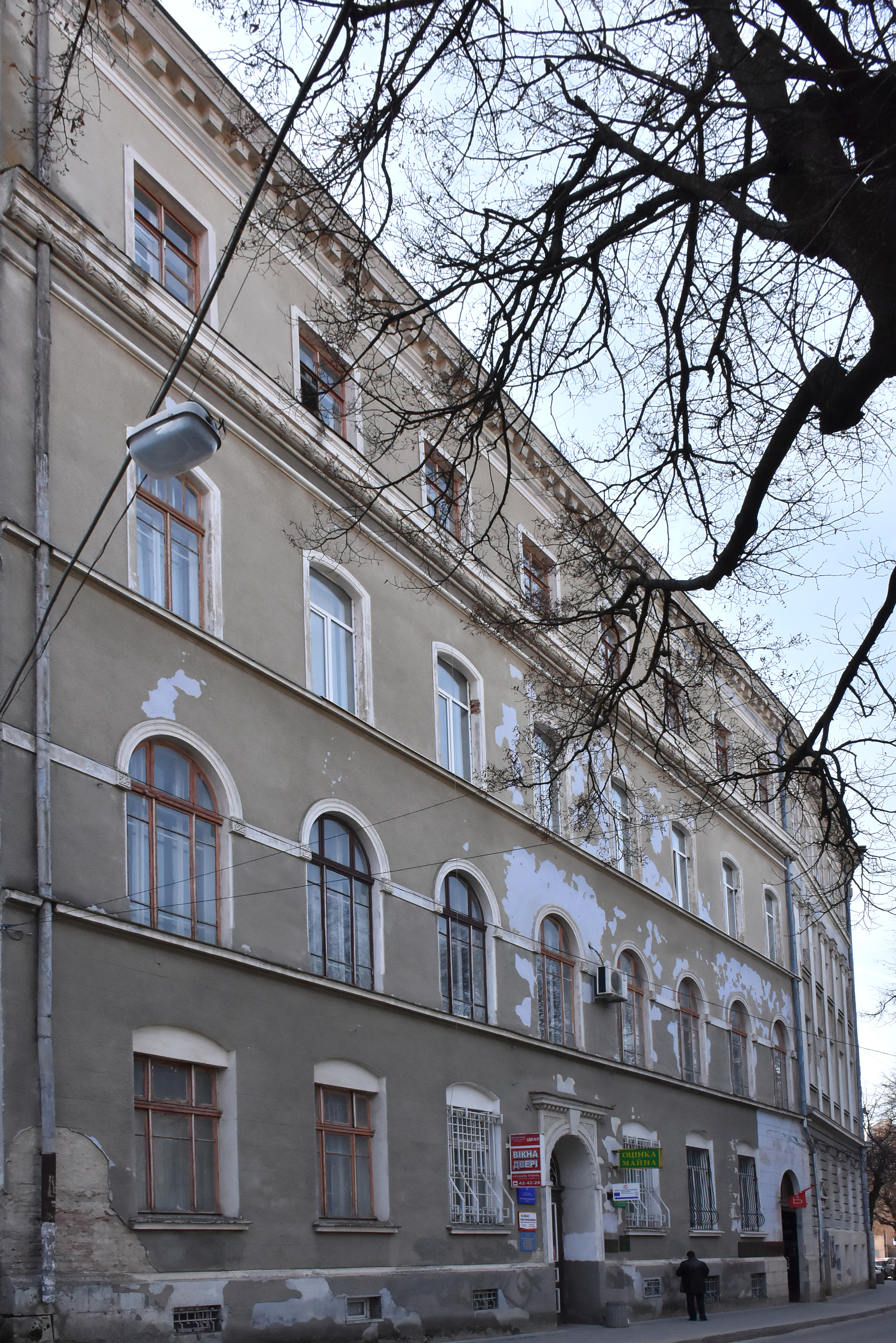
Cемінарія

- Гімназія товариства «Рідна Школа» (Тернопіль)
- Жіноча гімназія ім. М. Конопницької та С. Ленкевичової
- Перша тернопільська гімназія (1849—1939)
- Друга тернопільська гімназія імені Юліуша Словацького (1906—1939)
- Тернопільська гімназія єзуїтів (1820—1848)
- Тернопільська державна жіноча гімназія ім. Ю. Пілсудського
- Тернопільська державна механічна гімназія
- Тернопільська торгівельна гімназія
- Тернопільська українська гімназія (1898—1939, 1941—1944)
- Третя державна гімназія (або реальна гімназія[13]) ім. М. Коперніка

Перед 1939 роком в місті діяли сім середніх шкіл.

### Бурси

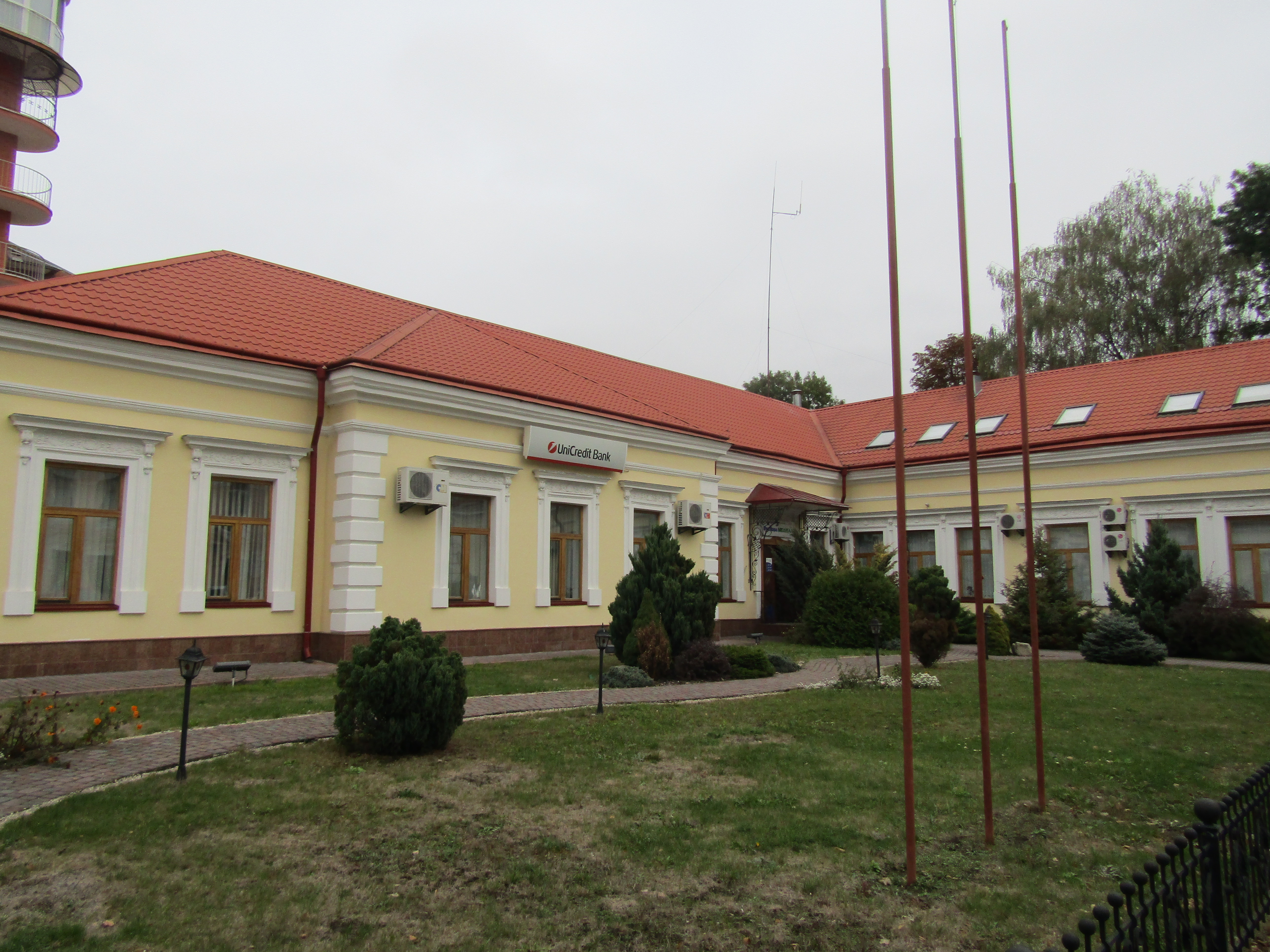
Бурса А. Качали

Деякі з навчальних закладів мали бурси (лат. bursa — торба, гаманець) — гуртожитки для незаможніх іногородніх учнів та, як виняток, тернопільських дітей-сиріт. першу бурсу заснували 1872 року. У вересні 1876 року зареєстрували статут товариства «Бурса для синів сільських учителів», яка в 1894 році перейшла до новозбудованого приміщення на вулиці Стрілецькій (нині Івана Франка). 15 липня 1899 року Галицьке намісництво зареєструвало статут товариства «Руська бурса у Тернополі» (у 1908 році змінило назву на «Українська бурса імені А. Качали»); ініціатором став бургомістр Володимир Лучаківський. У 1902 році була створена «Селянська бурса», опікуном якої було «Руське педагогічне товариство». 1905 року відкрили бурсу «Товариства польської бурси імені М. Мацішевського» для учнів польськомовних гімназій та вищої реальної школи. 1911 року почала діяти бурса польського «Товариства школи людової» на вулиці С. Качали.
Також були бурса імені Андрея Шептицького, у 1918—1919 роках — бурса при Жіночому інституті імені княгині Ярославни. Крім них, діяла єврейська бурса.

### Допризовна підготовка в навчальних закладах Тернополя у 20-30 рр. ХХ ст.
У всіх навчальних закладах міста відповідно до розпорядження служителів релігійних конфесій, народної освіти і військової справи від 1 грудня 1922 р. юнаки чоловічої статі 6-7 класів мали проходити обов’язкову допризовну підготовка в середніх школах. Його метою було підготувати їх до служби як майбутніх кандидатів на посаду офіцера постійної або резервної служби. Це відбувалося протягом години у другій половині дня, 3 години на тиждень, протягом навчального року. Окрім звичайних фізичних вправ, студенти також брали участь у спеціальних курсах, таких як лижні курси, курси зв’язку та протиповітряної оборони та разом з військовими частинами гарнізону у святкуванні державних свят, військово-релігійних заходах. В рамках закінчення річної підготовки у війську відбувалося «Свято військової підготовки та фізичного виховання», поєднане зі стрільбою та змаганнями з легкої атлетики. Також періодично для учнів 7 класу організовувалися виїзні заняття протягом 2-х днів. У 1931 р. вони відбулися з 19 по 21 травня. У них брали участь шкільні війська з Тарнополя, 9-й полк Уланів і шкільні війська з Теребовлі. Був керівником навчань командувач допризовної підготовки округу майор Ян Лахович та спостерігачі представник коменданта VI корпусного округу майор Казімєж Косіба та командир 54-го полку полковник дипл. В. Пєкарський. Темою підготовки був марш на дальню дистанцію (80 км). Увесь дворічний військовий вишкіл завершувався тритижневим табором організованим під час відпусткового сезону і закінчувався іспитом перед окружною комісією .

## Сучасні

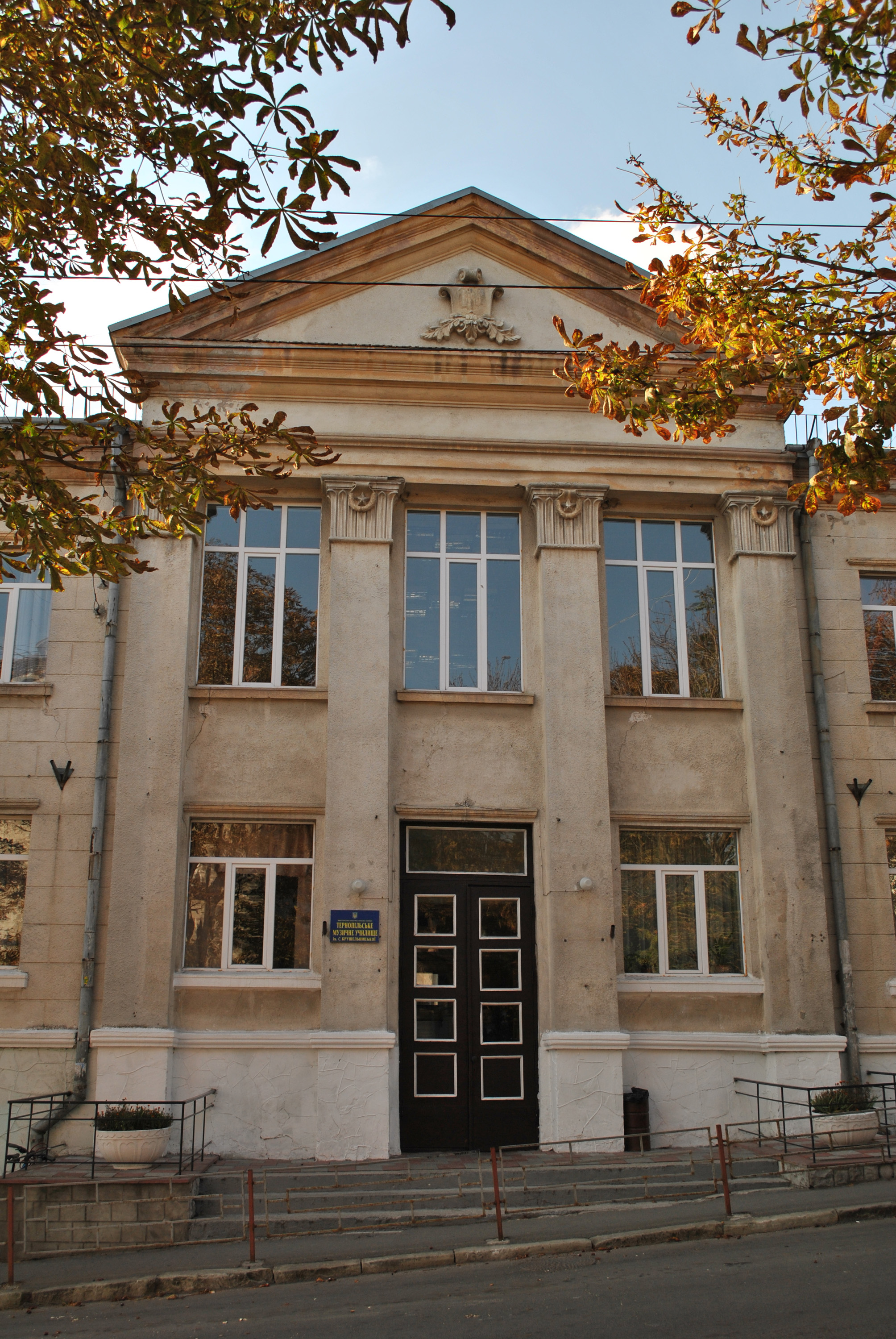

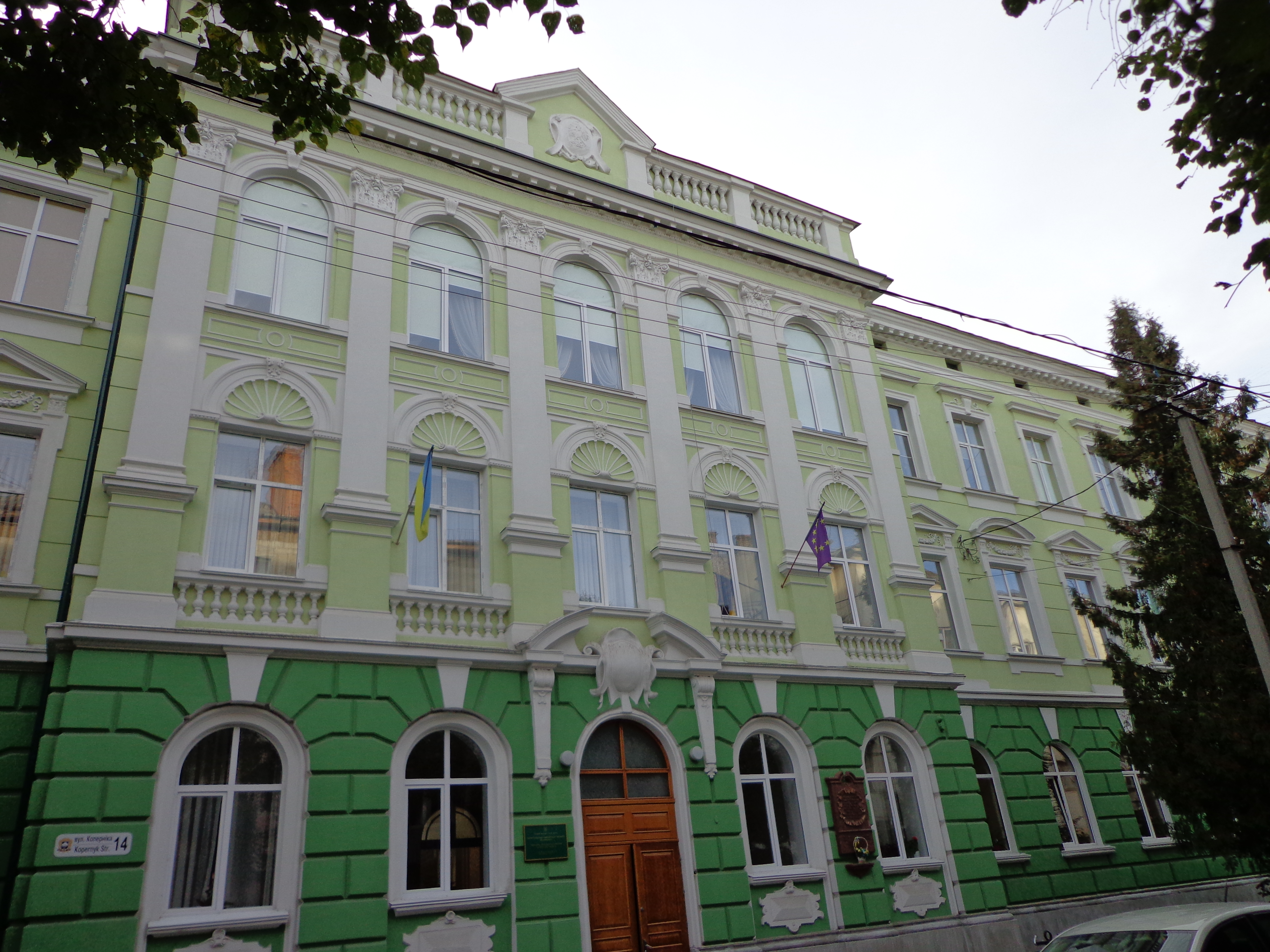

### Вищі
- Тернопільське обласне державне музичне училище імені Соломії Крушельницької
- Тернопільський державний медичний університет імені І. Я. Горбачевського
- Тернопільський експериментальний інститут педагогічної освіти
- Західноукраїнський національний університет
- Тернопільський національний педагогічний університет імені Володимира Гнатюка
- Тернопільський національний технічний університет імені Івана Пулюя
- Тернопільський інститут економіки та підприємництва
- Тернопільський інститут соціальних та інформаційних технологій
- Відокремлений підрозділ Європейського університету фінансів, інформаційних систем, менеджменту і бізнесу в м. Тернопіль
- Галицький коледж імені В'ячеслава Чорновола

### Духовні
- Тернопільська вища духовна семінарія імені Патріарха Йосифа Сліпого

### Коледжі
- Тернопільський коледж університету «Україна»
- Тернопільський коледж харчових технологій і торгівлі
- Тернопільський кооперативний торговельно-економічний коледж
- Приватний медичний коледж

### ПТУ
- Тернопільське вище професійне училище ресторанного сервісу і торгівлі
- Тернопільське вище професійне училище сфери послуг та туризму
- Тернопільське вище професійне училище технологій та дизайну
- Тернопільське вище професійне училище № 4 ім. Михайла Паращука

### Гімназії
- Тернопільська класична гімназія
- Тернопільська українська гімназія ім. Івана Франка

### Колегіуми, ліцеї, школи
- Тернопільська школа-колегім Патріарха Йосифа Сліпого
- Тернопільський технічний ліцей
- Тернопільська загальноосвітня школа-правовий ліцей № 2
- Тернопільська загальноосвітня школа-економічний ліцей № 9 імені Іванни Блажкевич
- Тернопільська загальноосвітня школа-ліцей № 13 імені Андрія Юркевича
- Тернопільська загальноосвітня школа-медичний ліцей № 15
- Тернопільська загальноосвітня школа № 4
- Тернопільська загальноосвітня школа № 6 імені Назарія Яремчука
- Тернопільська загальноосвітня школа № 8
- Тернопільська загальноосвітня школа № 10
- Тернопільська загальноосвітня школа № 11
- Тернопільська загальноосвітня школа № 14 імені Богдана Лепкого
- Тернопільська загальноосвітня школа № 16 імені Володимира Левицького
- Тернопільська загальноосвітня школа № 18
- Тернопільська загальноосвітня школа № 19
- Тернопільська загальноосвітня школа № 20
- Тернопільська загальноосвітня школа № 21
- Тернопільська загальноосвітня школа № 22
- Тернопільська загальноосвітня школа № 23
- Тернопільська загальноосвітня школа № 24
- Тернопільська загальноосвітня школа № 25
- Тернопільська загальноосвітня школа № 26
- Тернопільська загальноосвітня школа № 27
- Тернопільська загальноосвітня школа № 28
- Тернопільська загальноосвітня школа № 30
- Тернопільська спеціалізована школа № 3
- Тернопільська спеціалізована школа № 5
- Тернопільська спеціалізована школа № 7
- Тернопільська спеціалізована школа № 17 імені Володимира Вихруща
- Тернопільська спеціалізована школа № 29
- Тернопільський обласний навчально-реабілітаційний центр